# Viện Kỹ thuật Công trình đặc biệt
Viện Kỹ thuật Công trình đặc biệt là một đơn vị đào tạo và nghiên cứu khoa học trực thuộc Học viện Kỹ thuật Quân sự, được thành lập trên cơ sở tổ chức lại Khoa công trình quân sự và Trung tâm Kỹ thuật các công trình đặc biệt. Khoa Công trình quân sự được thành lập ngày 21/10/1966. Ngày 14/5/1968 Khoa tổ chức khai giảng lớp bổ túc kỹ sư đầu tiên và sau này ngày đó được chọn là ngày truyền thống của Khoa, nay là ngày truyền thống của Viện Kỹ thuật công trình đặc biệt.

## Đội ngũ cán bộ, giảng viên
Hiện nay, toàn Viện có 105 cán bộ và giảng viên, trong đó có: Đội ngũ giảng viên của nhà trường được đào tạo cơ bản, toàn diện, hơn 90% trình độ sau đại học, hơn 50% trình độ tiến sĩ, tiến sĩ khoa học, 14 đồng chí giáo sư, phó giáo sư (10/2020).

## Tổ chức
Viện trưởng: Đại tá, PGS, TS Nguyễn Văn Tú
Phó Viện trưởng: 
1. TS. Nguyễn Xuân Bàng.
2. TS. Cao Chu Quang
3.
1. Khoa/Bộ môn Xây dựng Công trình Quốc phòng;
2. Khoa/Bộ môn Đường và Sân bay;
3. Khoa/Bộ môn Cầu và Vượt sông;
4. Khoa/Bộ môn Xây dựng nhà và công trình công nghiệp;
5. Khoa/Bộ môn Trắc địa Bản đồ;
6. Khoa/Bộ môn Cơ sở Kỹ thuật Công trình;
7. Trung tâm Nghiên cứu địa hình;
8. Trung tâm Ứng dụng Kiểm định Chất lượng Công trình;
9. Trung tâm Tư vấn Xây dựng;
10. Phòng Kế hoạch Tổng hợp;
11. Ban KCS;

## Đào tạo
- Chương trình đạo tạo đại học gồm các ngành:

1. Công trình quốc phòng
2. Đường ô tô và đường thành phố
3. Cầu và các phương tiện vượt sông
4. Sân bay
5. Trắc địa và bản đồ
6. Địa-Tin học
7. Xây dựng dân dụng và công nghiệp
8. Cầu và Đường bộ

- Đào tạo Thạc sĩ

1. Công trình ngầm, mỏ và công trình đặc biệt
2. Xây dựng dân dụng và công nghiệp
3. Đường ô tô và Đường thành phố
4. Xây dựng sân bay
5. Cơ học đất và nền móng
6. Cơ học kết cấu
7. Trắc địa bản đồ

- Đào tạo Tiến sĩ

1. Xây dựng công trình đặc biệt (biển, đảo, hầm, ngầm)
2. Xây dựng Công trình giao thông

## Một số đề tài nghiên cứu khoa học tiêu biểu
1. Luận chứng khoa học kỹ thuật cho một số vấn đề cấp bách về xây dựng công trình và cải tạo môi sinh vùng quần đảo Trường Sa, 1991-1995, mã số KT-03-13. Chủ nhiệm đề tài: Nguyễn Hoa Thịnh, P. Chủ nhiệm đề tài: Nguyễn Văn Hợi.
2. Cơ sở khoa học cho một số vấn đề về tính toán, thẩm định và chẩn đoán kỹ thuật các công trình biển đảo xa bờ, 1996-2000, mã số KHCN. 06. 09. Chủ nhiệm đề tài: Nguyễn Hoa Thịnh, P. Chủ nhiệm đề tài: Nguyễn Văn Hợi, Hoàng Xuân Lượng.
3. Nghiên cứu các đặc điểm địa chất công trình của nền san hô ở một số vùng trọng điểm và các giải pháp thích hợp cho các công trình biển phục vụ phát triển kinh tế và quốc phòng trong vùng đảo Trường Sa, 2001-2005, mã số KC. 09. 08. Chủ nhiệm đề tài: Hoàng Xuân Lượng.
4. Công nghệ mới xây dựng và sửa chữa mặt đường sân bay, 1993-1995, mã số KC. 10. 06. Chủ trì: Hà Huy Cương.
5. Xây dựng Catalog đường sân bay và công nghệ mới trong xây dựng và đánh giá chất lượng mặt đường sân bay và đường ô tô cấp cao, 1996-2000, mã số: KHCN. 01. 05. Đồng chủ trì: Hà Huy Cương, Ngô Hà Sơn.
6. Tương tác cơ học giữa kết cấu công trình và môi trường. Chủ trì:Nguyễn Hoa Thịnh, tham gia: Hoàng Xuân Lượng, Nguyễn Văn Hợi, Hà Huy Cương.
7. Nghiên cứu tính toán các kết cấu điển hình làm việc trong môi trường đặc biệt dưới tác dụng của tải trọng phức tạp. Chủ trì: Nguyễn Hoa Thịnh, tham gia: Hoàng Xuân Lượng,Nguyễn Văn Hợi, Hà Huy Cương.
8. Hoàn thiện kỹ thuật khoan nổ thi công đường hầm khâu vừa và nhỏ dùng trong quốc phòng – ĐTĐL2006/05G/1. Chủ trì: Nguyễn Quang Trung
9. Nghiên cứu kết hợp sử dụng hệ thống tàu điện ngầm (METRO) ở các thành phố lớn vào mục đích phòng thủ dân sự.
10. Dự án điều tra khảo sát và đánh giá trạng thái kỹ thuật của các CTQP dưới tác động của môi trường biển đảo và ảnh hưởng của CTXD đối với môi trường sinh thái đảo ĐTB 11.3. Chủ trì: Trung tâm Kỹ thuật các công trình đặc biệt.

## Cựu Lãnh đạo Khoa, Viện
1. Hà Huy Cương: Đại tá, Giáo sư, Tiến sĩ khoa học cầu đường, giải thưởng Hồ Chí Minh về KHCN, nguyên Trưởng Khoa
2. Nguyễn Văn Hợi: Đại tá, Giáo sư, Tiến sĩ khoa học cơ học kết cấu, giải thưởng Hồ Chí Minh về KHCN, nguyên Trưởng Khoa
3. Đỗ Như Tráng: Đại tá, Giáo sư, Tiến sĩ Công trình ngầm, nguyên Phó Viện trưởng
4. Vũ Đình Lợi: Đại tá, Giáo sư, Tiến sĩ Công trình ngầm, nguyên Viện trưởng
5. Phạm Cao Thăng: Đại tá, Giáo sư, Tiến sĩ cầu đường, nguyên Phó Viện trưởng
6. Nguyễn Quốc Bảo: Đại tá, Giáo sư, Tiến sĩ xây dựng, nguyên Phó Viện trưởng
7. Trần Nhất Dũng: Đại tá, Phó giáo sư, Tiến sĩ, nguyên Phó Viện trưởng

## Liên kết
1. Trang web của Viện
2. Hội thảo “Định hướng đào tạo, nghiên cứu phát triển của Viện Kỹ thuật Công trình đặc biệt”